# Pilatus PC-11
Die Pilatus PC-11 (auch Pilatus B4) ist ein einsitziges Ganzmetall-Segelflugzeug des Flugzeugherstellers Pilatus Aircraft.

## Geschichte
Die Entwicklung der B4 begann in den 1960er-Jahren bei der Firma Rheintalwerke G. Basten (Konstrukteure: Manfred Küppers, Ingo Herbst und Rudolf Reinke), die auch zwei Prototypen herstellte (Erstflug V1 D-7201 am 7. November 1966). Die V1 und V2 hatten ein festes Hauptrad. Die Flügel wurden separat an eine Holmbrücke im Rumpf angeschlossen. Die nicht kunstflugzugelassene Basten B4 wurde nicht in Serie produziert.
1972 kaufte Pilatus die Lizenz, modifizierte die Konstruktion (die Flügelholme wurden jetzt direkt miteinander verbunden) und startete die Serienproduktion unter der Bezeichnung PC-11. Das erste Flugzeug dieses Typs absolvierte seinen Jungfernflug am 5. Mai 1972 und erhielt die Registrierung HB-1100. Nur wenige Segelflieger kennen aber die offizielle Bezeichnung PC-11, ganz allgemein ist das Flugzeug unter dem Namen B4 bekannt. Dabei steht das B für den ursprünglichen Entwickler Basten.
Die B4 ist ein Segelflugzeug der Standardklasse und war durch ihre Allroundeigenschaften (angenehmes Flugverhalten und sowohl für Kunstflug wie auch für Wolkenflug zugelassen) sowie durch seine Robustheit ein beliebtes Gruppenflugzeug. Allerdings entsprechen ihre Gleitleistungen vor allem im Schnellflugbereich nicht mehr den heutigen Vorstellungen. Lange Zeit war sie auch in Kunstflugwettbewerben der fortgeschrittenen Klassen verbreitet. Vereinzelt trifft man sie auch heute noch in der Advanced-Klasse an, häufiger in der Sportsman-Klasse. 2010 wurde der Schwede Johan Gustafsson Weltmeister in der Advanced mit der B4-PC11AF.
Die ursprüngliche PC-11 war nur für den „einfachen“ Kunstflug (also nur für positive Figuren) zugelassen. Mit der weiterentwickelten PC-11A waren auch negative Figuren wie Rückenflug, Rollen und Looping vorwärts möglich. Zum selben Zeitpunkt wurde die Version PC-11AF mit einer verstärkten Rumpfröhre zugelassen, mit der auch gerissene Figuren und damit unbeschränkter Kunstflug zugelassen war. Es gab ein Programm, mit dem bereits gebaute B4 nachträglich zur A- und diese zur AF-Version nachgerüstet werden konnten. Für den Kunstflug nachteilig sind die mit 240 km/h recht niedrige zugelassene Höchstgeschwindigkeit und die entsprechend niedrige Manövergeschwindigkeit sowie die im Vergleich zu anderen Kunstflug-Einsitzern geringe Rollwendigkeit.

## Produktion
Bis zum Verkauf der Produktionsrechte an die japanische Firma NIPPI im Juni 1978 wurden weltweit 322 Segelflugzeuge dieses Typs ausgeliefert. Nippi baute 13 Exemplare. Auf der Basis der B4 entwickelte Nippi auch einen Doppelsitzer, der 1983 seinen Erstflug absolvierte, aber nie in Serienproduktion ging.

## Technische Daten
| Kenngröße               | B4-PC11                             | B4-PC11A und B4-PC11AF              |
| ----------------------- | ----------------------------------- | ----------------------------------- |
| Baujahre                | 1972–1978                           | 1972–1978                           |
| Hersteller              | Pilatus Aircraft                    | Pilatus Aircraft                    |
| Konstrukteur            | M. Küppers, I. Herbst und R. Reinke | M. Küppers, I. Herbst und R. Reinke |
| Besatzung               | 1                                   | 1                                   |
| Spannweite              | 15 m                                | 15 m                                |
| Länge                   | 6,57 m                              | 6,57 m                              |
| Höhe                    | 1,57 m                              | 1,57 m                              |
| Flügelfläche            | 14,05 m²                            | 14,05 m²                            |
| Streckung               | 16                                  | 16                                  |
| Gleitzahl               | 35 bei 85 km/h                      | 35 bei 85 km/h                      |
| Geringstes Sinken       | 0,64 m/s bei 75 km/h                | 0,64 m/s bei 75 km/h                |
| Leermasse               | 230 kg                              | 230 kg                              |
| Nutzlast                | 120 kg                              | 120 kg                              |
| max. Startmasse         | 350 kg                              | 350 kg                              |
| Höchstgeschwindigkeit   | 240 km/h                            | 240 km/h                            |
| Manövergeschwindigkeit  | 145 km/h                            | 163 km/h                            |
| Überziehgeschwindigkeit | ca. 61 km/h                         | ca. 61 km/h                         |
| max. Lastvielfaches     | +6,3/−4,3                           | +7/−4,7                             |
| Profil                  | NACA 643−618                        | NACA 643−618                        |

## Zwischenfälle
Am 23. Juni 2018 um 15:45 Uhr verunfallte ein Pilot mit einer PC-11 am Segelflugplatz Mauterndorf, Land Salzburg, bei einem Windenstart nach einem Absturz aus etwa 20 m Höhe tödlich.